# ジェミマ・スムゴング
ジェミマ・ジェラガト・スムゴング（Jemima Jelagat Sumgong、1984年12月21日 - ）は、ケニアの陸上競技選手。専門は長距離走。

## 人物
ケニア ナンディ出身。ケニア空軍所属であり、マラソン選手である夫との間に一女がある。
2012年より海外マラソンに参戦し、同年のボストンマラソンで2時間31分52秒を出して2位となる。
2013年にはロッテルダムマラソンで2時間23分27秒を出してマラソン初優勝。同年のシカゴマラソンでは2時間20分48秒のパーソナルレコードタイムを記録している。
2015年の世界陸上選手権女子マラソンでは終盤までマレ・ディババ（エチオピア）、ヘラー・キプロプ（ケニア）、ユニス・ジェプキルイ・キルワ（バーレーン）らとの優勝争いを繰り広げたが4位に終わった。
2016年、4月24日のロンドンマラソンでは2時間22分58秒で優勝を飾り、8月14日のリオデジャネイロオリンピック女子マラソンでは前年の世界選手権で最後まで優勝を争ったキプロプ、ディババ、キルワと再び終盤まで激しく鍔迫り合いを演じ、41km付近でトップに躍り出るとそのまま1位で入線し、金メダルを獲得すると共に、母国ケニアにとっても悲願の女子マラソン初の金メダルをもたらした。
2017年4月7日、ケニアにて行われた抜き打ちのドーピング検査の結果、スムゴングが赤血球の増加効果を持つエリスロポエチンに対して陽性反応を示したことが報じられた。
2017年11月7日、ケニアの反ドーピング機関から4年間の資格停止処分を受けた。さらに2019年1月25日、アスレチックス・インテグリティ・ユニットは、スムゴングの資格停止期間が、倍の8年に延びたと発表した。ドーピング検査の際、スムゴングは「子宮外妊娠に伴う卵管破裂で注射と輸血を受けたことが陽性反応につながった」「ケニア国内で医師がストライキをしていた際に「偽物の医者」によってEPOを注射された」と主張、病院の証明書を反ドーピング機関へ提出した。しかし、これが偽造していたものであると判明したためである。